# Moneygall

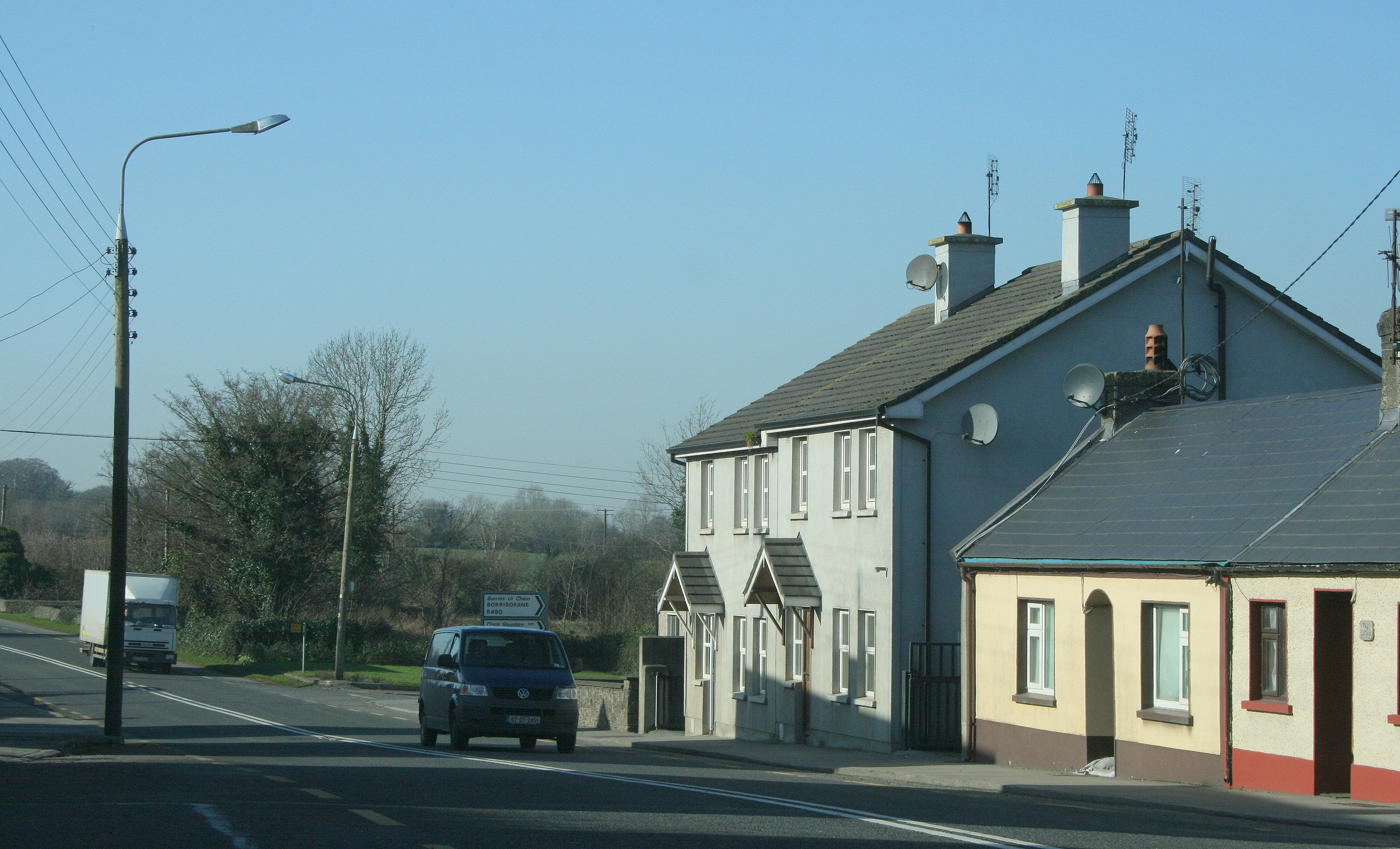
Moneygall en 2008

Moneygall (en irlandais : Muine Gall) est un village du comté d'Offaly, Irlande ayant une population de 298 habitants en 2006.

## Personnalités
Falmouth Kearney, l'arrière-arrière-arrière-grand-père du Président des États-Unis Barack Obama, natif de Moneygall immigra à New York à l'âge de 19 ans en 1850 et s'installa finalement dans le comté de Tipton, dans l'Indiana. Le père de Kearney, Joseph, exerçait au village la profession de cordonnier, qui était à l’époque un métier qualifié prospère. Toute la famille Kearney émigra dans le comté de Ross, dans l'Ohio durant la première partie du XIXe siècle. La plus jeune fille de Falmouth Kearney, Mary Ann, quitta l'Indiana pour le Kansas après la mort de son père en 1878. Mary Ann Kearney est la grand-mère paternelle de Stanley Dunham, lui-même grand-père maternel du président Obama.
Le 17 mars 2011, lors du passage à la Maison Blanche, à l'occasion des Festivités de la Saint-Patrick, du nouveau Premier ministre, Enda Kenny, le Président Obama annonça sa visite, prévue courant mai 2011, du village de ses aïeuls. La visite a eu lieu le 23 mai.
Le 23 mai 2011, le président Obama accompagné de la première dame Michelle Obama se rendit à Moneygall dans le cadre d'une visite officielle en Irlande. Accueilli chaleureusement par près de 5 000 locaux, il fut d'abord reçu par son cousin éloigné Henry Healy. Après un bain de foule avec les habitants, il entra dans la maison où son aïeul Falmouth Kearney avait habité avant d'émigrer pour l'Amérique en 1850. Ensuite, le président et Mme Obama savourèrent une pinte de Guinness au pub Ollie Hayes situé dans la rue principale du village.

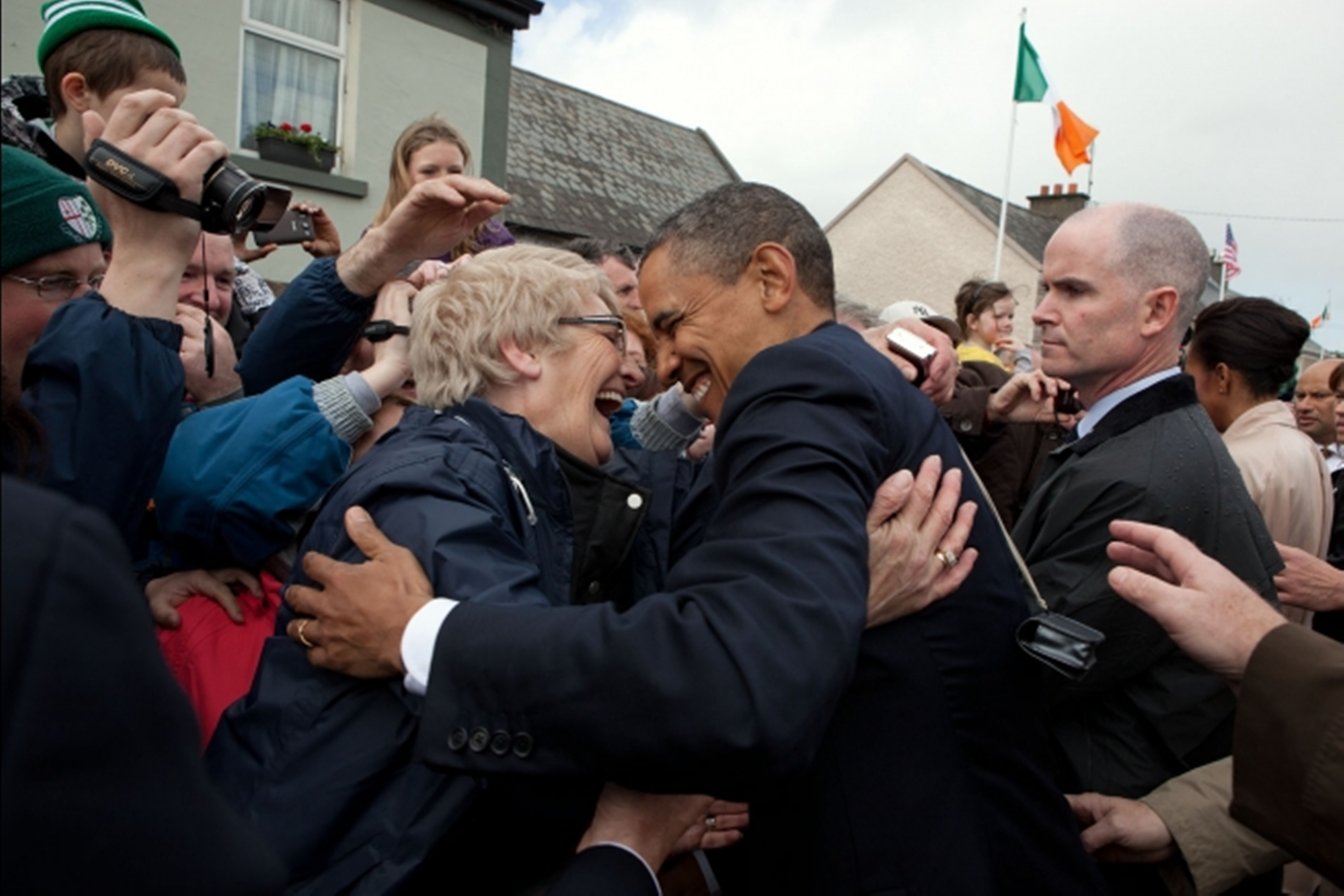
Barack Obama à Moneygall
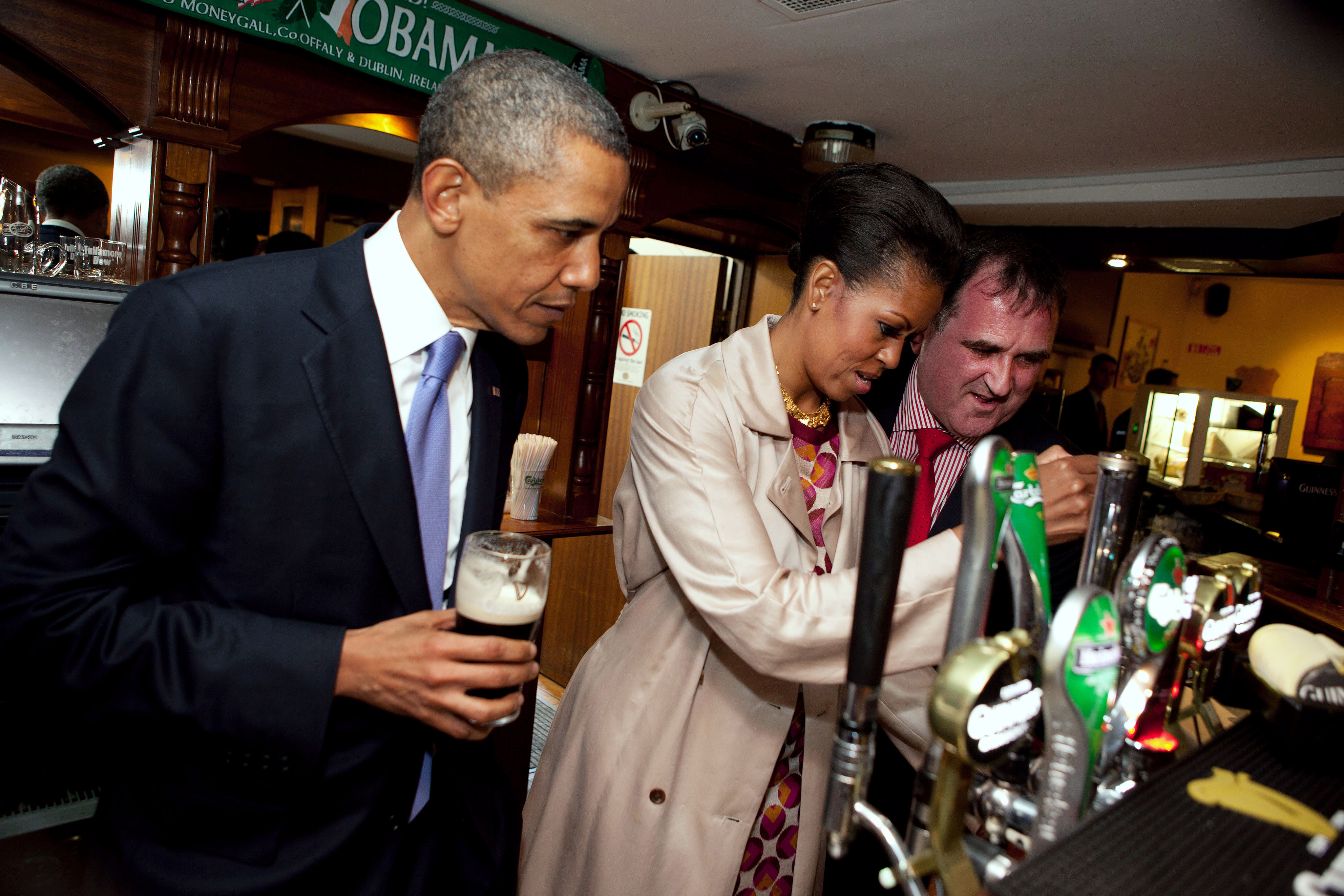
La première dame versant une bière stout